# Зимняя классика НХЛ 2014
Зимняя классика НХЛ 2014 (англ. 2014 NHL Winter Classic) — матч регулярного чемпионата НХЛ под открытым небом который состоялся 1 января 2014 года между командами «Детройт Ред Уингз» и «Торонто Мейпл Лифс». Матч проходил в городе Анн-Арбор, штат Мичиган, на футбольном стадионе Мичиганского университета.
Первоначально планировалось провести этот матч 1 января 2013 года в прошлом сезоне, однако из-за локаута он был отменен.
На матче была предпринята попытка побить действующий рекорд посещаемости. Организаторами было объявлено что на игру продано 105 491 билет, однако данный рекорд не был зарегистрирован Книгой рекордов Гиннесса, так как не удалось установить точное количество пришедших зрителей. Мичиган Стэдиум или, как его ещё называют, «Большой дом» (англ. The Big House) является самым вместительным стадионом в Северной Америке и одним из самых вместительных в мире. Стадиону уже принадлежит мировой рекорд по вместимости на хоккейных матчах — 104 173 зрителя.
Для «Ред Уингз» это была вторая Зимняя классика, а «Мейпл Лифс» участвовали в ней впервые.
Игра закончилась победой «кленовых листьев» 3:2, в серии послематчевых бросков.

## Составы команд
| Детройт Ред Уингз | Детройт Ред Уингз         | Детройт Ред Уингз     | Детройт Ред Уингз |
| ----------------- | ------------------------- | --------------------- | ----------------- |
| Вратари           |                           |                       |                   |
| Номер             | Гражданство               | Имя                   |                   |
| 34                | Чехия                     | Петр Мразек           |                   |
| 35                | Соединённые Штаты Америки | Джимми Ховард         |                   |
| Защитники         |                           |                       |                   |
| Номер             | Гражданство               | Имя                   |                   |
| 2                 | Канада                    | Брендан Смит          |                   |
| 4                 | Чехия                     | Якуб Киндл            |                   |
| 23                | Соединённые Штаты Америки | Брайан Лэшофф         |                   |
| 27                | Канада                    | Кайл Куинси           |                   |
| 55                | Швеция                    | Никлас Кронвалл       |                   |
| 65                | Соединённые Штаты Америки | Дэнни Декейсер        |                   |
| Нападающие        |                           |                       |                   |
| Номер             | Гражданство               | Имя                   |                   |
| 8                 | Соединённые Штаты Америки | Джастин Абделькадер   |                   |
| 11                | Швеция                    | Даниэль Альфредссон   |                   |
| 13                | Россия                    | Павел Дацюк           |                   |
| 14                | Швеция                    | Густав Нюквист        |                   |
| 17                | Канада                    | Патрик Ивз            |                   |
| 24                | Швеция                    | Йоаким Андерссон      |                   |
| 27                | Соединённые Штаты Америки | Дрю Миллер            |                   |
| 28                | Словакия                  | Томаш Татар           |                   |
| 40                | Швеция                    | Хенрик Зеттерберг — К |                   |
| 41                | Канада                    | Люк Гленденинг        |                   |
| 44                | Канада                    | Тодд Бертуцци         |                   |
| 71                | Канада                    | Даниэль Клири         |                   |

| Торонто Мейпл Лифс | Торонто Мейпл Лифс        | Торонто Мейпл Лифс  | Торонто Мейпл Лифс |
| ------------------ | ------------------------- | ------------------- | ------------------ |
| Вратари            |                           |                     |                    |
| Номер              | Гражданство               | Имя                 |                    |
| 34                 | Канада                    | Джеймс Раймер       |                    |
| 45                 | Канада                    | Джонатан Бернье     |                    |
| Защитники          |                           |                     |                    |
| Номер              | Гражданство               | Имя                 |                    |
| 3                  | Канада                    | Дион Фанёф — К      |                    |
| 4                  | Канада                    | Коди Франсон        |                    |
| 15                 | Канада                    | Пол Рейнджер        |                    |
| 36                 | Швеция                    | Карл Гуннарссон     |                    |
| 44                 | Канада                    | Морган Райлли       |                    |
| 51                 | Соединённые Штаты Америки | Джейк Гардинер      |                    |
| Нападающие         |                           |                     |                    |
| Номер              | Гражданство               | Имя                 |                    |
| 11                 | Канада                    | Джей Макклемент     |                    |
| 12                 | Канада                    | Мэйсон Рэймонд      |                    |
| 19                 | Канада                    | Джоффри Лупул       |                    |
| 21                 | Соединённые Штаты Америки | Джеймс ван Римсдайк |                    |
| 24                 | Канада                    | Питер Холланд       |                    |
| 28                 | Канада                    | Колтон Орр          |                    |
| 29                 | Соединённые Штаты Америки | Джерри Д’Амиго      |                    |
| 41                 | Россия                    | Николай Кулёмин     |                    |
| 42                 | Канада                    | Тайлер Бозак        |                    |
| 43                 | Канада                    | Назем Кадри         |                    |
| 71                 | Канада                    | Дэвид Кларксон      |                    |
| 81                 | Соединённые Штаты Америки | Фил Кессел          |                    |

## Ход матча

### Отчёт
| 1 января 2014 13:00 | Детройт Ред Уингз | 2 : 3 (Б) (0:0, 1:1, 1:1, 0:0, 0:1) | Торонто Мейпл Лифс | Мичиган Стэдиум, Анн-Арбор Зрителей: 105 491 |

| Отчёт | Отчёт                                       | Отчёт | Отчёт           | Отчёт                                                                           |
| --- | ------------------------------------------- | --- | --------------- | ------------------------------------------------------------------------------- |
| |                                             | |                 |                                                                                 |
| | Джимми Ховард                               | Вратари | Джонатан Бернье | Судьи: Дэн О’Хэллоран Брайан Покмара Линейные судьи: Скотт Дрисколл Марк Шевчик |
| | Голы:                                       | |                 | Судьи: Дэн О’Хэллоран Брайан Покмара Линейные судьи: Скотт Дрисколл Марк Шевчик |
| Даниэль Альфредссон — 33:14 (Х. Зеттерберг, Б. Смит) Джастин Абделькадер — 54:28 (Б. Смит) Даниэль Альфредссон Павел Дацюк Томаш Татар | 1:0 1:1 1:2 :2 Буллиты: 0:0 1:0 1:1 1:1 1:2 | 39:23 — Джеймс Ван Римсдайк (Ф. Кессел, Д. Фанёф) 44:41 — Тайлер Бозак (Д. Фанёф) Джеймс Ван Римсдайк Джоффри Лупул Тайлер Бозак (победный буллит) |                 | Судьи: Дэн О’Хэллоран Брайан Покмара Линейные судьи: Скотт Дрисколл Марк Шевчик |
| |                                             | |                 | Судьи: Дэн О’Хэллоран Брайан Покмара Линейные судьи: Скотт Дрисколл Марк Шевчик |
| |                                             | |                 | Судьи: Дэн О’Хэллоран Брайан Покмара Линейные судьи: Скотт Дрисколл Марк Шевчик |
| |                                             | |                 | Судьи: Дэн О’Хэллоран Брайан Покмара Линейные судьи: Скотт Дрисколл Марк Шевчик |
| 4 мин | Штраф                                       | 6 мин |                 | Судьи: Дэн О’Хэллоран Брайан Покмара Линейные судьи: Скотт Дрисколл Марк Шевчик |
| |                                             | |                 |                                                                                 |
| | 43                                          | Броски | 26              |                                                                                 |

### 3 звезды
1. Джонатан Бернье. Вратарь, «Торонто». 41 сэйв (.953). 1 сэйв в буллитах
2. Джимми Ховард. Вратарь, «Детройт». 24 сэйва (.923). 1 сэйв в буллитах
3. Тайлер Бозак. Центральный нападающий, «Торонто». 1 гол, победный буллит